# Трайген (остров)
Трайге́н — остров архипелага Чонос в Чили. Этот остров - двадцать седьмой по площади из всех островов Чили. Наивысшая точка — 701 метров над уровнем моря.